# Justicia rectiflora
Justicia rectiflora är en akantusväxtart som först beskrevs av Gustav Lindau, och fick sitt nu gällande namn av V.A.W. Graham. Justicia rectiflora ingår i släktet Justicia och familjen akantusväxter. Inga underarter finns listade i Catalogue of Life.